# Еліас Стейн
Еліас Стейн (нід. Elias Stein; 5 лютого 1748, Форбак, Франція — 12 вересня 1812, Гаага, Нідерланди) — нідерландський шахіст. Найкращий шахіст Нідерландів кінця XVIII сторіччя. Автор книги «Нова спроба гри в шахи шляхом роздумів про військову природу цієї гри» (Гаага, 1789).
Був єврейського походження. Стейна вважали хорошим педагогом[хто?], він був шаховим учителем синів Вільгельма V Оранського, штатгальтера Нідерландів. Написав шаховий підручник французькою мовою «Нова спроба гри в шахи шляхом роздумів про військову природу цієї гри» (фр. Nouvel essai sur le jeu des echecs avec des reflexions militaires relatives a ce jeu Гаага, 1789). У цій праці першим проаналізував дебют, який згодом почали іменувати «захистом Стейна», зараз відомий під назвою «голландський захист» (1. d4 f5).
Розгорнуту характеристику Стейна як шахіста і людини дав його учень Фрідріх Вільгельм фон Мовільйон у книзі «Вказівки гри в шахи» (нім. Anweisung zur Erlernung des Schachspiels, Ессен, 1827).